# Struia, Burgas
Struia (în bulgară Струя) este un sat în comuna Ruen, regiunea Burgas,  Bulgaria. 

## Demografie
Componența etnică a satului Struia
     Turci (87,64%)
     Nicio identificare (11,6%)
     Altele (0,74%)
La recensământul din 2011, populația satului Struia era de 672 locuitori. Din punct de vedere etnic, majoritatea locuitorilor (87,64%) erau turci. Pentru 11,6% din locuitori nu este cunoscută apartenența etnică.